# 中坎區

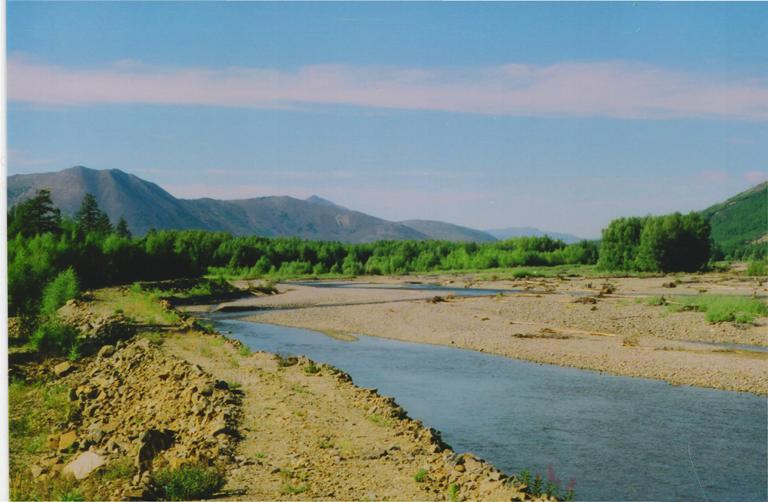

64°00′N 153°30′E / 64.000°N 153.500°E
中坎區（俄语：Среднеканский район），是俄羅斯的一個區，位於該國東北部，由馬加丹州負責管轄，面積91,800平方公里，2010年人口3,228，人口密度每平方公里0.04人。